# Czarne (Wisła)
Czarne – jednostka pomocnicza gminy miasto Wisła (osiedle nr 6), część miasta, z zaporą ziemną i zbiornikiem wodnym Jeziorem Czerniańskim – utworzonym w 1974 r. – miejsce połączenia Białej i Czarnej Wisełki. Potok który wypływa ze zbiornika nazywa się Wisełką, zaś po wpłynięciu do wód Malinki przyjmuje nazwę Wisła. W pobliżu znajduje się szczyt Baraniej Góry oraz tzw. zameczek – rezydencja prezydenta Polski.

## Turystyka
Piesze szlaki turystyczne:
- na Baranią Górę – 2 godz.,
- do schroniska na polanie Przysłop – 1.30 godz.

Przez osiedle przebiegają następujące znakowane trasy rowerowe:
- Międzynarodowy Szlak Rowerowy Greenways Kraków – Morawy – Wiedeń
- Wiślana Trasa Rowerowa – przy zbiorniku ma ona swój początek
- czerwona trasa rowerowa nr 24
- Główny Karpacki Szlak Rowerowy